# سيغفريد لورينز
سيغفريد لورينز (بالألمانية: Siegfried Lorenz)‏ هو مغني أوبرا ومغني ألماني، ولد في 30 أغسطس 1945 في برلين في ألمانيا.

## وصلات خارجية
- سيغفريد لورينز على موقع ميوزك برينز (الإنجليزية)
- سيغفريد لورينز على موقع أول ميوزيك (الإنجليزية)
- سيغفريد لورينز على موقع ديسكوغز (الإنجليزية)